# Phoradendron falcatum
Phoradendron falcatum är en sandelträdsväxtart som beskrevs av August Wilhelm Eichler. Phoradendron falcatum ingår i släktet Phoradendron och familjen sandelträdsväxter. Inga underarter finns listade i Catalogue of Life.